# Ровенский автомобильный ремонтный завод
Ровенский автомобильный ремонтный завод (укр. Рівненський автомобільний ремонтний завод) — предприятие военно-промышленного комплекса Украины, которое осуществляет ремонт и переоборудование автомобильной и специальной техники для нужд министерства обороны Украины.

## История

### 1947 - 1991
21 июля 1947 года во Львове был создан 26-й авторемонтный завод, месяц спустя переведённый в Ровно и размещённый на территории военного городка № 2. В первые годы существования завода основным направлением деятельности был ремонт грузовых автомашин, в дальнейшем были освоены новые виды деятельности.
В 1985 - 1986 годы предприятие достигло максимальных показателей производительности: на заводе работали около 800 человек, завод ежемесячно ремонтировал около 200 грузовых автомашин, около 650 двигателей и свыше тысячи агрегатов, а также занимался изготовлением нестандартного оборудования по заказам министерства обороны СССР.

### После 1991
После провозглашения независимости Украины, 113-й автомобильный ремонтный завод Министерства обороны СССР был передан в ведение министерства обороны Украины и получил новое наименование: "Ровенский автомобильный ремонтный завод" (в/ч А-0834).
В условиях сокращения заказов от министерства обороны и государства, предприятие занималось ремонтом автобусов и освоило выпуск хозяйственных товаров народного потребления.
В 1999 году завод был внесён в перечень предприятий военно-промышленного комплекса Украины, освобождённых от уплаты земельного налога (размер заводской территории составлял 12,82 га).
После создания в 2005 году государственного концерна "Техвоенсервис" завод был включён в состав концерна.
К осени 2006 года основными заказчиками завода были Луцкий автомобильный завод (который закупал детали для автобусов "Богдан") и львовский завод "Автонавантажувач" (который закупал мосты для грузовых автомобилей).
В октябре 2006 года общая численность работников завода составляла 260 человек.
По состоянию на начало 2008 года, завод имел возможность:
- производить инструменты; запчасти и принадлежности к автомашинам ЗИЛ-130, ЗИЛ-131; стенды для ремонта и испытания агрегатов и узлов автомашин ЗИЛ; паркогаражное оборудование[2]
- модернизировать автомашины ЗИЛ и автобусы[2]
- выполнять капитальный ремонт автомашин ЗИЛ-130, ЗИЛ-131, ЗИЛ-157, ГАЗ-2410, ГАЗ-3102, УАЗ-452, УАЗ-469, УАЗ-3151; автобусов ЛАЗ, ПАЗ, КАВЗ и "Икарус"; пожарных машин на базе ЗИЛ[2]
- выполнять ремонт двигателей ЗИЛ-130, ЗИЛ-131, "Урал-375", ГАЗ-24; агрегатов автомашин ЗИЛ-130, ЗИЛ-131 и УАЗ[2]
- оказывать услуги военно-технического назначения: обучать технологиям ремонта автомашин ЗИЛ; командировать бригады специалистов по ремонту автомашин ЗИЛ[2]

В июне 2008 года было принято решение начать распродажу имущества завода для погашения долгов предприятия.
12 сентября 2008 года министр обороны Украины Ю. И. Ехануров сообщил, что министерство обороны Украины больше не намерено закупать для вооружённых сил Украины грузовики ЗИЛ-131 (что ухудшило ситуацию с государственным заказом для завода, специализировавшегося на ремонте автомашин ЗИЛ).
В 2009 году хозяйственно-экономическое положение завода было неблагополучным. Весной 2009 года завод был внесён в перечень предприятий - злостных должников по заработной плате, к 20 ноября 2009 года общая сумма задолженности увеличилась и составляла около 4,7 млн. гривен.
При этом, в декабре 2009 года в результате судебного разбирательства было установлено, что основной причиной задолженности завода является невыплата министерством обороны Украины денежных средств в размере 14,5 млн. гривен. В дальнейшем, министерство обороны Украины выплатило часть задолженности, однако в августе 2010 года руководство завода сообщило, что министерство обороны Украины по-прежнему не выплатило заводу свыше 10 млн. гривен за сохранение заводом техники вооружённых сил Украины.
По состоянию на начало ноября 2010 года, общая численность работников завода составляла 200 человек, сумма задолженности завода составляла 7 млн. 545 тыс. гривен. Как сообщил в интервью генеральный директор завода С. Лызин, хозяйственно-экономическое положение завода в 2010 году ухудшилось потому, что в этом году министерство обороны Украины не заключало контракты с заводом.
После создания в декабре 2010 года государственного концерна «Укроборонпром», в 2011 году завод был включён в состав концерна.
Территория завода использовалась в качестве стоянки для хранения неиспользуемой техники министерства обороны Украины (к началу августа 2013 года на хранении на территории завода находились 14 грузовиков ЗИЛ-131, одна автоцистерна АЦ-40, два автобуса ЛАЗ-695Н, один ПАЗ-672М и др. имущество).
К началу апреля 2014 года завод являлся одним из крупнейших предприятий-должников города Ровно.
После начала боевых действий на востоке Украины, летом 2014 года завод был привлечен к выполнению военного заказа.
В сентябре 2014 года областная администрация Ровенской области выделила заводу 200 тыс. гривен на ремонт 10 единиц автомобильной техники 2-го батальона территориальной обороны. 17 сентября 2014 года и.о. директора завода В. Синкевич сообщил, что завод уже отремонтировал и передал в войска первые 10 единиц техники (грузовики и один гусеничный тягач МТ-ЛБ) и продолжает ремонт грузовиков и трёх МТ-ЛБ для вооружённых сил Украины
С начала октября 2014 года к ремонту техники для вооружённых сил Украины были привлечены учащиеся профтехучилищ.
К концу октября 2014 года хозяйственно-экономическое положение предприятия оставалось крайне неудовлетворительным, что стало причиной публичного обращения депутатов городского совета Ровно к президенту П. А. Порошенко и правительству Украины с просьбой спасти Ровенский авторемонтный завод.
15 декабря 2014 завод завершил капитальный ремонт ещё двух МТ-ЛБ, которые были переданы в распоряжение одного из подразделений МВД Украины. Как сообщил в интервью замначальника УМВД Украины в Ровенской области полковник П. Алексеенко, кроме ремонта обе бронемашины прошли переоборудование: на каждую установили крепление для установки автоматического гранатомёта АГС-17.
9 декабря 2020 года Кабинет министров Украины принял решение о передаче завода из состава концерна "Укроборонпром" в ведение Фонда государственного имущества Украины.